# El Gran Wyoming
El Gran Wyoming, pseudonimo di José Miguel Monzón Navarro (Madrid, 15 maggio 1955), è un comico, conduttore televisivo, attore e musicista spagnolo.

## Biografia
Nato a Madrid da una famiglia originaria dell'Aragona, El Gran Wyoming, dopo aver ottenuto la laurea in medicina, incominciò a esercitare presso la località di Buitrago del Lozoya durante il servizio militare, tuttavia successivamente decise di lasciare la professione per dedicarsi completamente al mondo dello spettacolo.
È stato presentatore di vari programmi televisivi come Silencio se juega (1981), La noche se mueve (1992) e El peor programa de la semana (1993). Televisión Española (TVE) sospese la trasmissione di El peor programa de la semana il giorno in cui avrebbe dovuto essere intervistato lo scrittore catalano Quim Monzó, per timore che potessero essere fatte battute offensive riguardanti la famiglia reale.
Wyoming tornò sul piccolo schermo nel 1996 presentando per sette stagioni sul canale Telecinco la versione spagnola del programma argentino Caiga quien caiga. Nel 2004 condusse sulla TVE il programma La azotea de Wyoming, che tuttavia non ebbe il successo sperato.
Dal 2006 conduce su laSexta il programma El intermedio in cui commenta in modo satirico fatti riguardanti l'attualità e la società contemporanea.

## Filmografia
- Il giorno della bestia (El día de la bestia), regia di Álex de la Iglesia (1995)
- Buñuel e la tavola di re Salomone (Buñuel y la mesa del rey Salomón), regia di Carlos Saura (2001)
- Sin rodeos, regia di Santiago Segura (2018)